# Richard Homann (Gartenarchitekt)
Richard Homann (* 17. April 1900 in Bremen; † 10. Dezember 1963 in Bremen) war ein deutscher Gartenarchitekt.

## Biografie
Homann war der Sohn des Borgfelder Pastors Carl Homann. Er studierte Gartenbau in Frankfurt (Oder) und in Berlin-Dahlem.
Seit 1927 wirkte er als freier Gartenarchitekt in Bremen. Hier plante er unter anderem dem Park zum Herrenhaus Hohehorst. Von 1936 bis 1945 war er Leiter des Gartenbauamts Bremen. In dieser Zeit plante er ab 1936 die Anlage des 1937 verlegten Botanischen Gartens in Bremen in der Nachbarschaft des Rhododendron-Park Bremen in Horn-Lehe. Auch die weitere Planung für den seit 1933 angelegten Rhododendron-Park stand unter seiner Leitung.
Nach 1945 war Homann wieder als freier Gartenarchitekt in Bremen tätig und er gründete 1948 in St. Magnus einen Gartenbaubetrieb in Nachbarschaft zu Knoops Park, der sich dort noch als Homann Garten- und Landschaftsbau befindet.  